# Lijst van beelden in Losser
Dit is een (onvolledige) chronologische lijst van beelden in Losser. Onder een beeld wordt hier verstaan elk driedimensionaal kunstwerk in de openbare ruimte van de Nederlandse gemeente Losser, waarbij beeld wordt gebruikt als verzamelbegrip voor sculpturen, standbeelden, installaties, gedenktekens en overige beeldhouwwerken.
| Geplaatst | Omschrijving                               | Kunstenaar         | Straat                            | Plaats     | Materiaal | Afbeelding |
| --------- | ------------------------------------------ | ------------------ | --------------------------------- | ---------- | --------- | ---------- |
| 1800      | Godin Diana                                | onbekend           | Boerskotten                       | De Lutte   | steen     |            |
| 1931      | Sint Plechelmus                            | onbekend           | Plechelmusstraat                  | De Lutte   | steen     |            |
| 1947      | Monument voor de gevallenen                | Piet Jungblut      | Martinusplein                     | Losser     | zandsteen |            |
| 1950      | Kardoes- of hellehond                      | Pieter de Monchy   | Plechelmusstraat / Lossersestraat | De Lutte   | brons     |            |
| 1954      | Christus Koning                            | Jan Kip            | Plechelmusstraat 7                | De Lutte   | brons     |            |
| 1968      | W.C.H. Staring                             | Marie Eitink       | Dr. Staringstraat                 | Losser     | brons     |            |
| 1992      | Joods monument                             | Antoinette Ruiter  | Raadhuisplein                     | Losser     | brons     |            |
| 1993      | Pieter Bruegel de Oude                     | Dimitri Petrov     | Raadhuisstraat                    | Losser     | zwerfkei  |            |
| 1998      | Prik en Prak (Gait en Jan Nijland)         | Vojislav Bilbija   | Hoofdstraat / Kerkhofweg          | Overdinkel | aluminium |            |
| 2008      | 't Gaffel Aöske                            | Ton van der Zanden | Kerkstraat/Brinkstraat            | Losser     |           |            |
| onbekend  | Nen Todn                                   |                    | Landgoed De Wilmersberg           | De Lutte   |           |            |
| onbekend  | Op weg                                     | Tjikkie Kreuger    | Landgoed De Wilmersberg           | De Lutte   | brons     |            |
| onbekend  | Preekstoel                                 | onbekend           | Kruisseltlaan nabij 3             | De Lutte   |           |            |
| onbekend  | Vijverbeeld                                | onbekend           | Raadhuisplein                     | Losser     |           |            |
| onbekend  | Wapen van Losser                           | onbekend           | Raadhuislpein, 't Lossers Hoes    | Losser     |           |            |
| onbekend  | Sculptuur aan de gevel van 't Lossers Hoes | onbekend           | Kerkstraat                        | Losser     |           |            |